# アダム・ゲオルギエフ
アダム・ゲオルギエフ（Adam Georgiev、1980年7月4日 - ）は、チェコ・プラハ出身の詩人であり、散文の著者である。彼は、ゲイ文学の著者として最もよく知られている。 2010年に彼はチェコテレビから国内で最も売れているゲイ作家であると報告された。

## キャリア
ゲオルギエフは、1997年から2007年までの詩集である彼の著書BásníkTrýzeňKat （Poet Torment Executioner）に対して、チェコの新聞Lidovénovinyが実施した専門家による世論調査から2007年のBook of theYearに2つのノミネートを受けた。世論調査からのノミネートの1つは、チェコ文学アカデミーの学長であるEvaKantůrkováからのものでした。彼は、「テキストの反抗的な性質は、人気のあるだけでなく、私たちの時代の文学的ムードにも抵抗し、陳腐な内容である」と賞賛した。  他のノミネートは、本の「形而上学と精神性」をラディスラフ・クリーマと比較したポーランドのジャーナリスト、マリウス・シュチギエからのものだった。 文学理論家のAlexejMikulášekは、この本を「この1年でチェコ文学から生まれた最高の本の1つ」と説明した。 
ゲオルギエフはその後、「ゲイ三部作」として知られる散文の3冊の本を発表した： 
Planetasamýchchlapců （ Christ Is Dancing ）（2008）、 Bulvárslunce （ Boulevard of the Sun ）（2009）、 Zabijmě、Eliso （ Kill Me、Elisa ） （2009）。本は、同性愛に対する彼らの開放性によって特徴づけられいる。文芸雑誌Literárnínovinyのレビューでは、Georgievの著作は、ゲイ社会のトラウマを描いていると説明されている。  Boulevard of the Sunからの抜粋は、チェコのアンソロジー、 Knihaočuráku （ディックについての本）とKnihaomrdání （ねじ込みについての本）（どちらも2009年に出版）に含まれている。
ゲオルギエフの次の作品は、ポール・ヴェルレーヌからアルチュール・ランボーへの架空の手紙の形で、 『 Arthure、tyděvkoumění （ Arthur、You Whore of Art ）』（2010）にある。アグニエシュカ・ホランド監督は、この本の序文を書いた。この本は、プラヴォによって「肉体的な情熱と文学の創造の証言」と表現された。 これに続いて、愛の名の下に悪についての暗くて物議を醸す小説、 Třepetavýzvukptačíchkřídel （鳥の羽の羽ばたき音）（2011）が続き、兵士と少年の関係を扱っている。ゲオルギエフは、これら2つのテキストを「文学的なミニマリズム」と表現した。
Georgievは、KrytykaPolitycznaによってポーランドでも出版されている。  2010年に、クラクフのヤギェウォ大学でのゲオルギエフの業績についての論文が書かれた。ゲオルギエフの作品のいくつかは、ブルガリア語とオランダ語にも翻訳されている。  2013年に、Planetasamýchchlapců （ Christ Is Dancing ）の最初の英語への翻訳が行われた。 
ゲオルギエフは、ミラン・クンデラやフレデリック・ベグベダーなど、他の多くの作家と比較されてきた。 ポーランドの新聞Dziennik Gazeta Prawna「アルモドバルがバーンホフ動物園のWeChildrenを書いたかのように」。 
2012年、チェコのメディアは、アグニエシュカホランドが、ゲオルギエフの社会的に批判的な散文であるVečeřeuspisovatelky（作家との夕食）をキリスト教にするという彼女の当初の意図を撤回したと報じた。 この本は、若い男性作家と年配の女性作家の関係を物語っている。

## ビブリオグラフィー
- 詩人の死刑執行人（チェコ語: Básník Trýzeň Kat  ）、プラハ2007
- Boys-Only Planet （チェコ語: Planeta samých chlapců  ）、プラハ2008; EvaKantůrkováによる序文
- 地獄の聖体拝領（チェコ語: Hostie pekla  ）、プラハ2008
- 太陽の大通り（チェコ語: Bulvár slunce  ）、プラハ2009
- 私を殺しなさい、エリサ（チェコ語: Zabij mě, Eliso  ）、プラハ2009
- アーサー、あなたは芸術の娼婦（チェコ語: Arthure, ty děvko umění  ）、プラハ2010;アグニエシュカホランドによる序文
- Planetasamychchlopców 、ワルシャワ2010; Boys-OnlyPlanetのポーランド語訳
- 鳥の羽の音（チェコ語: Třepetavý zvuk ptačích křídel ）、プラハ2011
- （チェコ語: Ve jménu 名において）、プラハ2011
- Homogolgota 、プロブディフ2011;ボーイズオンリープラネットのブルガリア語訳
- 作家との夕食（チェコ語: Večeře u spisovatelky  ）、プラハ2012
- Christ Is Dancing 、e-book 2014;ボーイズオンリープラネットの英訳
- Sanktvejtsdans 、コペンハーゲン2016; Boys- OnlyPlanetのデンマーク語訳

### アンソロジー
- ディックについての本（ Knihaočuráku ）、プラハ2009
- ねじ込みについての本（ Knihaomrdání ）、プラハ2009